# ミンジ
ミンジ（朝: 민지、本名: キム・ミンジ、朝: 김민지 、中: 金玟池、英: Kim Minji、2004年5月7日 - ）は韓国の歌手。身長：169cm。2022年デビューの女性アイドルグループ「NewJeans」のメンバー。

## 来歴
2004年5月7日、江原道春川市東面萬泉里に生まれ、中学校1年生まで育った。春川市にある「春川バウンス実用音楽学院」へギターレッスンの受講生として通い、中学生の頃に先生の勧めでSource Musicのオーディションを受けて合格した。
2017年、Source Musicの練習生となる。練習生生活の為春川市からソウルへ引っ越している。
2019年、BigHitエンターテインメント(現HYBE)とSOURCE MUSICがミン・ヒジンとタッグを組んで行われたPLUS GLOBAL AUDITIONの広報映像に出演。
2021年7月9日、現在のNewJeansのメンバーであるハニとともに出演したBTSの「Permission to Dance」のミュージックビデオが公開される。
2022年7月22日、NewJeansの最年長メンバーとしてデビュー。
2023年2月10日に韓林演芸芸術高等学校を卒業。尚大学修学能力試験は芸能活動に専念するため未受験。
2月14日、CHANELコリアのビューティー部門、ファッション部門、ウォッチ&ジュエリー部門の計3部門のアンバサダーに就任。

## 人物
兄が一人と妹が一人おり、兄は現在軍務服役中である。MBTIはESTJ。小学生の頃にカナダへホームステイ留学した事があり、英語が堪能である。
清純かつ可憐なビジュアルが特徴的で、そのことからCOSMOPOLITANやNewsenなどの各媒体からはオリヴィア・ハッセーに似た顔立ちをしていると評価されている。
日本語の勉強にも力を入れており、日本語能力試験(JLPT)のN2を取得しようとしていた。YOASOBIや東野圭吾の小説を好み、日本文化にも興味があると話している。

## ディスコグラフィ

### 作詞作曲
- Ditto - NewJeans（2022年12月19日、作詞）

## 出演

### MC
| 年   | 放送局 | 番組名             | 参考   |
| ---- | ------ | ------------------ | ------ |
| 2023 | KBS2   | ミュージックバンク | [ 14 ] |

### ラジオ
| 年   | 放送局      | ラジオ名                   | 役割   | 参考   |
| ---- | ----------- | -------------------------- | ------ | ------ |
| 2023 | SBSパワーFM | キム・ヨンチョルのパワーFM | ゲスト | [ 15 ] |

### 広告
| 年   | 広告名 | 参考   |
| ---- | ------ | ------ |
| 2023 | NIKE   | [ 16 ] |
| 2023 | CHANEL | [ 7 ]  |

### MV
| 年   | アーティスト名    | 曲名                |
| ---- | ----------------- | ------------------- |
| 2021 | BTS（防弾少年団） | Permission to Dance |

### 雑誌
| 年   | 月号  | 雑誌名     | 参考   |
| ---- | ----- | ---------- | ------ |
| 2023 | 3月号 | ELLE Korea | [ 17 ] |